# Abu-Sàlih Mansur ibn Ishaq
Abu-Sàlih Mansur ibn Ishaq ibn Àhmad ibn Àssad as-Samaní fou un príncep samànida, cosí d'Àhmad ibn Ismaïl (907-914) i oncle del successor d'aquest, Nasr ibn Àhmad (914-943).
Va ocupar alguns govern per encàrrec dels emirs samànides Ismaïl ibn Àhmad i Àhmad ibn Ismaïl. El primer el va fer governador de Rey probablement quan els samànides van conquerir aquesta zona i el nord de Pèrsia fins a Kazwin el 902.
El 910 o 911 fou nomenat governador de Sistan per Àhmad ibn Ismaïl, però els abusos en la recaptació per part del governador i el comportament de l'exèrcit d'ocupació van crear molt de descontentament a Sistan i la revolta va esclatar el 912 dirigida pel xeic kharigita local Muhammad ibn Hormuz, partidari dels safàrides. Abu-Salih Mansur fou fet presoner fins que rebel·lió fou esclafada el 913 i fou alliberat, i va fugir cap al Khurasan.
El 914 fou nomenat governador de Khurasan però amb l'anarquia desfermada a la mort d'Àhmad ibn Ismaïl i la pujada al tron del menor (8 anys) Nasr ibn Àhmad, el pare d'Abu-Salih Mansur, Ishak ibn Àhmad, es va revoltar a Samarcanda mentre el fill es proclamava emir a Nixapur, i en altres ciutats del Khurasan s'aixecava el governador Hussayn ibn Alí al-Marvarrují també autoproclamat.
Va morir de mort natural a Nixapur probablement el 915 abans que un exèrcit enviat contra ell dirigit per Hammuya ibn Ali arribés a la ciutat.